# Euryte koreana
Euryte koreana – gatunek widłonoga z rodziny Euryteidae. Nazwa naukowa gatunku została po raz pierwszy opublikowana w 2014 roku przez serbskiego hydrobiologa Tomislava Karanovica.